# Gran Premio degli Stati Uniti d'America 2021
Il Gran Premio degli Stati Uniti d'America 2021 è stata la diciassettesima prova della stagione 2021 del campionato mondiale di Formula 1. La gara si è corsa domenica 24 ottobre sul circuito delle Americhe che sorge nella Contea di Travis, vicino a Austin, in Texas, ed è stata vinta dall'olandese Max Verstappen su Red Bull Racing-Honda, al diciottesimo successo in carriera; Verstappen ha preceduto all'arrivo il britannico Lewis Hamilton su Mercedes e il suo compagno di squadra, il messicano Sergio Pérez.
All'intero weekend del Gran Premio hanno assistito 400 000 spettatori.

## Vigilia

### Sviluppi futuri
Il team principal della Ferrari, Mattia Binotto, dopo avere saltato il precedente Gran Premio di Turchia, annuncia la sua assenza al timone della squadra in occasione anche dei due successivi Gran Premi di Città del Messico e San Paolo, i quali debuttano in questo campionato. Binotto resterà a Maranello per seguire da vicino il progetto legato alla vettura della stagione 2022, affidando la responsabilità della squadra Laurent Mekies, come avvenuto in Turchia.
Rispetto a quanto reso noto nelle settimane precedenti, i lavori sul circuito di Gedda, sede del debutto del Gran Premio d'Arabia Saudita il successivo 5 dicembre, secondi gli organizzatori della gara, hanno fatti passi da gigante. Dalle foto pubblicate, l'impianto di illuminazione del tracciato funziona e le operazioni di asfaltatura sono a buon punto, mentre molto deve essere fatto, comunque, in termini di sicurezza e tribune. Per l'edizione inaugurale della gara viene stabilito il 100% della capienza, invece del 40% come precedentemente annunciato. Inoltre, viene reso noto che durante il fine settimana del Gran Premio uomini e donne devono rispettare le stringenti regole a livello d'abbigliamento.
La Federazione rende noto il calendario della stagione successiva, composto da 23 Gran Premi, record nella storia della Formula 1, lo stesso numero iniziale di gare previste per questo campionato. La stagione avrebbe inizio il 20 marzo con il Gran Premio del Bahrein per concludersi, per la prima volta dal 2018, nel mese di novembre, poco dopo la metà del mese, con il Gran Premio di Abu Dhabi, per evitare la sovrapposizione con il mondiale di calcio. In calendario rientrano i Gran Premi d'Australia, Canada, Giappone e Singapore, annullati nelle ultime due stagioni a causa delle problematiche dettate dalla pandemia di COVID-19, mentre non figura il Gran Premio di Cina, anch'esso annullato negli ultimi due anni per via dell'emergenza sanitaria. La stagione vede il debutto del Gran Premio di Miami, da tenersi a inizio maggio, e della conferma del Gran Premio dell'Emilia-Romagna, a differenza dei Gran Premi di Portogallo, Stiria e Turchia, aggiunti al calendario di questa stagione per rimpiazzare altre gare annullate a causa della pandemia. Il Gran Premio d'Arabia Saudita, penultima gara di questo campionato, viene spostato a inizio stagione come secondo appuntamento del mondiale, mentre il Gran Premio di Francia viene posto a metà stagione nel mese di luglio. Nel calendario non è presente il Gran Premio del Qatar, debuttante in questo campionato, in quanto nel 2022 il Paese si focalizzerà nell'ospitare il mondiale di calcio, prima di rientrare in pianta stabile dal 2023. L'Italia e gli Stati Uniti d'America, quest'ultimo per la prima volta dal 1984, sono le due nazioni a ospitare due Gran Premi sul proprio territorio.
Il nuovo peso minimo delle vetture per la stagione 2022 viene fissato a 792 kg. Secondo l'ultimo aggiornamento del regolamento tecnico, la Federazione ha concesso altri due chili extra di fronte alle preoccupazioni delle scuderie, rispetto ai 790 già previsti lo scorso luglio. Rispetto alla stagione corrente, il peso minimo aumenterà di 40 kg nel campionato successivo.
Masashi Yamamoto, responsabile della casa giapponese Honda, annuncia che la Red Bull Racing potrà usufruire della proprietà intellettuale sino al 2025. A partire dall'anno successivo la scuderia di Milton Keynes dovrà fare tutto in proprio riguardo l'assemblamento delle power unit.

### Aspetti tecnici
Per questo Gran Premio la Pirelli, fornitrice unica degli pneumatici, offre la scelta tra gomme di mescola C2, C3 e C4, le tre mescole centrali della gamma.
La FIA stabilisce due zone per l'attivazione del Drag Reduction System: la prima zona è posta sul rettilineo tra le curve 11 e 12, con punto per la determinazione del distacco fra piloti stabilito dopo la curva 10; la seconda zona è fissata sul rettilineo dei box, con detection point posto dopo la curva 18.
La Federazione rende noto che al termine della gara del precedente Gran Premio di Turchia, tra le prime dieci vetture classificate è stata sorteggiata l'Aston Martin di Lance Stroll per le verifiche tecniche. Esse sono risultate essere conformi al regolamento tecnico.
Dopo alcune ispezioni dettate dal direttore di gara, Michael Masi, alcune delle aree sconnesse del circuito delle Americhe sono state spianate, soprattutto dopo i problemi verificatisi nel Motomondiale. Il tracciato è stato riasfaltato in diversi punti, tra cui la fine del rettilineo principale, inclusa la pit lane e la sua corsia d'uscita, l'uscita della curva 9 fino all'uscita della curva 10, l'uscita della curva 11 fino all'uscita della curva 12, e tra la metà della curva 15 fino alla metà della curva 19. Prima del Gran Premio, la fresatura della superficie dell'asfalto avviene tra la curva 2 e la curva 3 e nelle vicinanze della curva 4, 6, 10 e 14. Prima dell'inizio della gara, i dossi posizionati all'uscita della curva 1 vengono rimossi.
La Federazione stabilisce due punti del tracciato nel quale i piloti sono costretti a rispettare i limiti di quest'ultimo. I punti in questione riguardano l'uscita della curva 9 e della curva 19: non rispettando i limiti in queste curve i piloti vedono il loro tempo sul giro cancellato dalla direzione gara. Prima dell'inizio della terza sessione di prove libere del sabato anche l'apice della curva 6 viene stabilito come punto in cui rispettare i limiti, nel caso quando la vettura non rimanga in contatto con il cordolo. Prima dell'inizio della gara, anche l'uscita della curva 1 viene stabilito come punto in cui rispettare i limiti della pista.
Prima dell'inizio della prima sessione di prove libere del venerdì sulle vetture di Sebastian Vettel e George Russell viene installata la quarta unità relativa al motore a combustione interna, al turbocompressore e all'MGU-H. Il pilota tedesco e quello britannico sono costretti a partire dal fondo dello schieramento. Sulla vettura di Valtteri Bottas viene installata la sesta unità relativa al motore a combustione interna. Il pilota finlandese è penalizzato di cinque posizioni sulla griglia di partenza.

### Aspetti sportivi

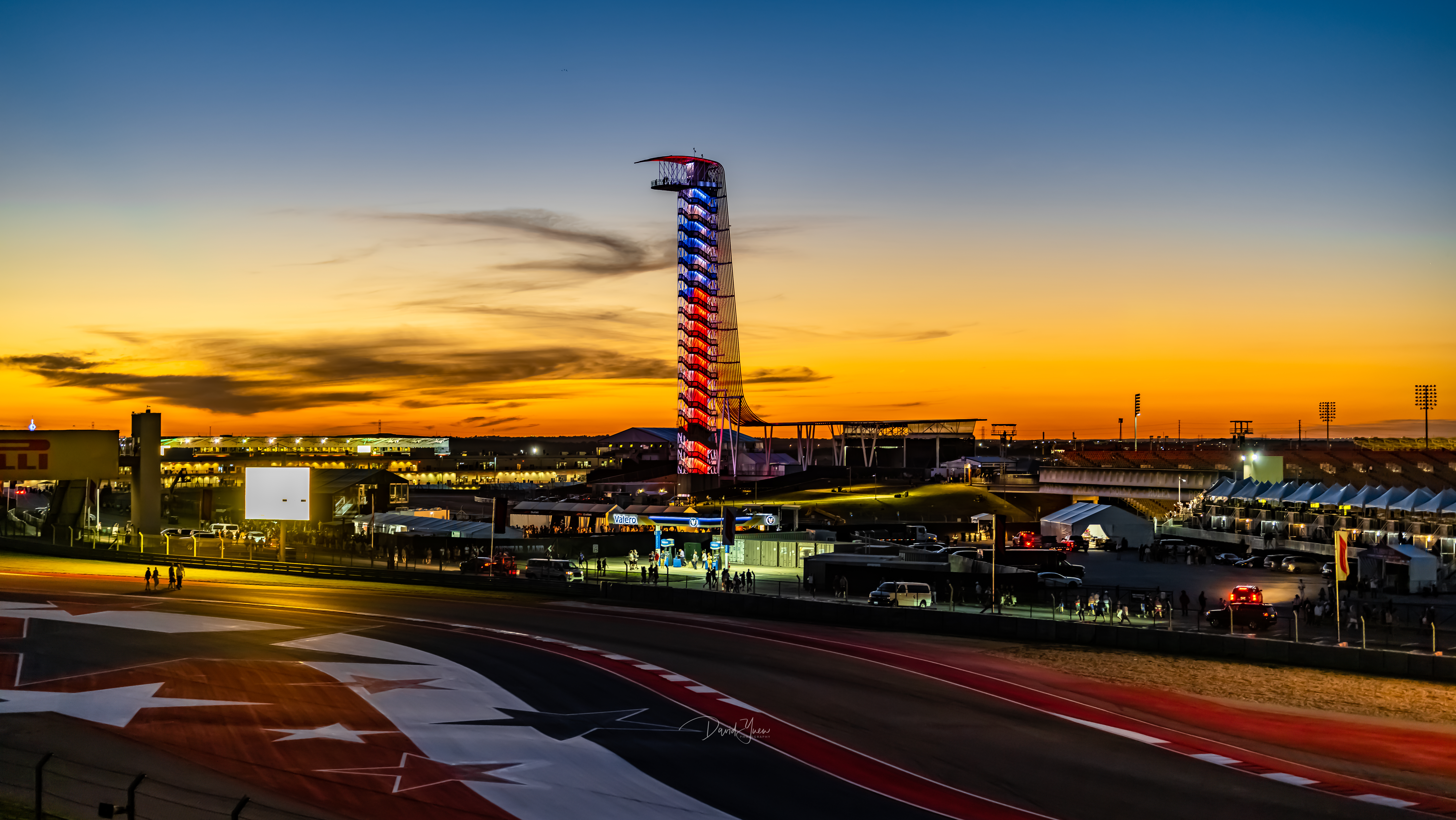
Vista notturna del circuito delle Americhe la sera precedente il Gran Premio: dopo due anni il tracciato torna a ospitare la Formula 1, dopo l'annullamento dell'edizione 2020 dettata dalla pandemia di COVID-19.

Il Gran Premio torna a fare parte del calendario mondiale di Formula 1, venendo collocato alla fine del mese di ottobre, dopo essere stato annullato nella stagione precedente a causa della pandemia di COVID-19. L'ultima edizione del Gran Premio degli Stati Uniti d'America, nel 2019, fu corsa agli inizi del mese di novembre.
La massima categoria torna a correre sul suolo americano a distanza di una stagione. Nel campionato 2020, a causa dell'emergenza sanitaria a livello globale, la Formula 1 non poté spostarsi oltre oceano, costrigendo la Federazione ad annullare le tappe in programma previste tra il nord e sud America, tra cui i Gran Premi del Canada, previsto a giugno, e quelli di Stati Uniti e Brasile, insieme al debutto del Gran Premio di Città del Messico, previsti nella parte finale della stagione.
Il Gran Premio, come l'ultima edizione corsa nel 2019, comunque non condizionata dalla pandemia, si disputa con la presenza degli spettatori sulle tribune, come avvenuto a partire dal Gran Premio di Francia. All'intero weekend di gara assistono 400 000 spettatori, il dato più alto dalla prima edizione corsa in questa sede a Austin, capitale del Texas, nel 2012. Per quanto riguarda la Formula 1, la gara segna la presenza degli spettatori per la prima volta sul suolo americano dallo scoppio della pandemia.
Alla vigilia del Gran Premio era sorta la possibilità, da parte della Federazione, dell'annullamento automatico del tempo in caso di regime di doppia bandiera gialla, dopo quanto accaduto durante le qualifiche del precedente Gran Premio di Turchia, in cui lo spagnolo Fernando Alonso dell'Alpine era stato convocato dai commissari in seguito a un episodio avvenuto durante la Q1, nel quale sembrava non avere rallentato a sufficienza. Nonostante questa sensazione l'asturiano aveva invece dimostrato di avere effettivamente alzato il piede, sostenendo di avere abortito il giro, non incorrendo così in alcuna penalità. Una decisione in contrasto con quella presa nel Gran Premio del Bahrein ai danni del tedesco Sebastian Vettel dell'Aston Martin, il quale, non avendo alzato il ritmo pur trovandosi in un punto della pista esente dalla doppia bandiera gialla, aveva comunque subìto una retrocessione in griglia. Successivamente la Federazione, prima dell'inizio dell'evento, prende la decisione di cambiare la procedura prevista nel regolamento sportivo, entrando in vigore a partire da questo Gran Premio.
La corsia dei box del circuito di Losail, sede del debutto del Gran Premio del Qatar in programma il successivo 21 novembre, viene rifatta adattandola agli standard previsti per la Formula 1. Insieme alle modifiche richieste relative alla corsia di accesso ai box, anche alcune protezioni sulla pista vengono riviste. Al circuito di Spa-Francorchamps, invece, sede del Gran Premio del Belgio, iniziano i lavori di ristrutturazione del tracciato che porteranno un cambiamento alle tribune e alle vie di fuga.
La Williams riceve, da parte della Federazione, tre stelle, il massimo della valutazione, nell'ambito del programma per la sostenibilità ambientale volto a raggiungere le zero emissioni nel 2030. La scuderia britannica, inoltre, annuncia che il pilota statunitense di Formula 3, Logan Sargeant, entra a fare parte della Williams Driver Academy.

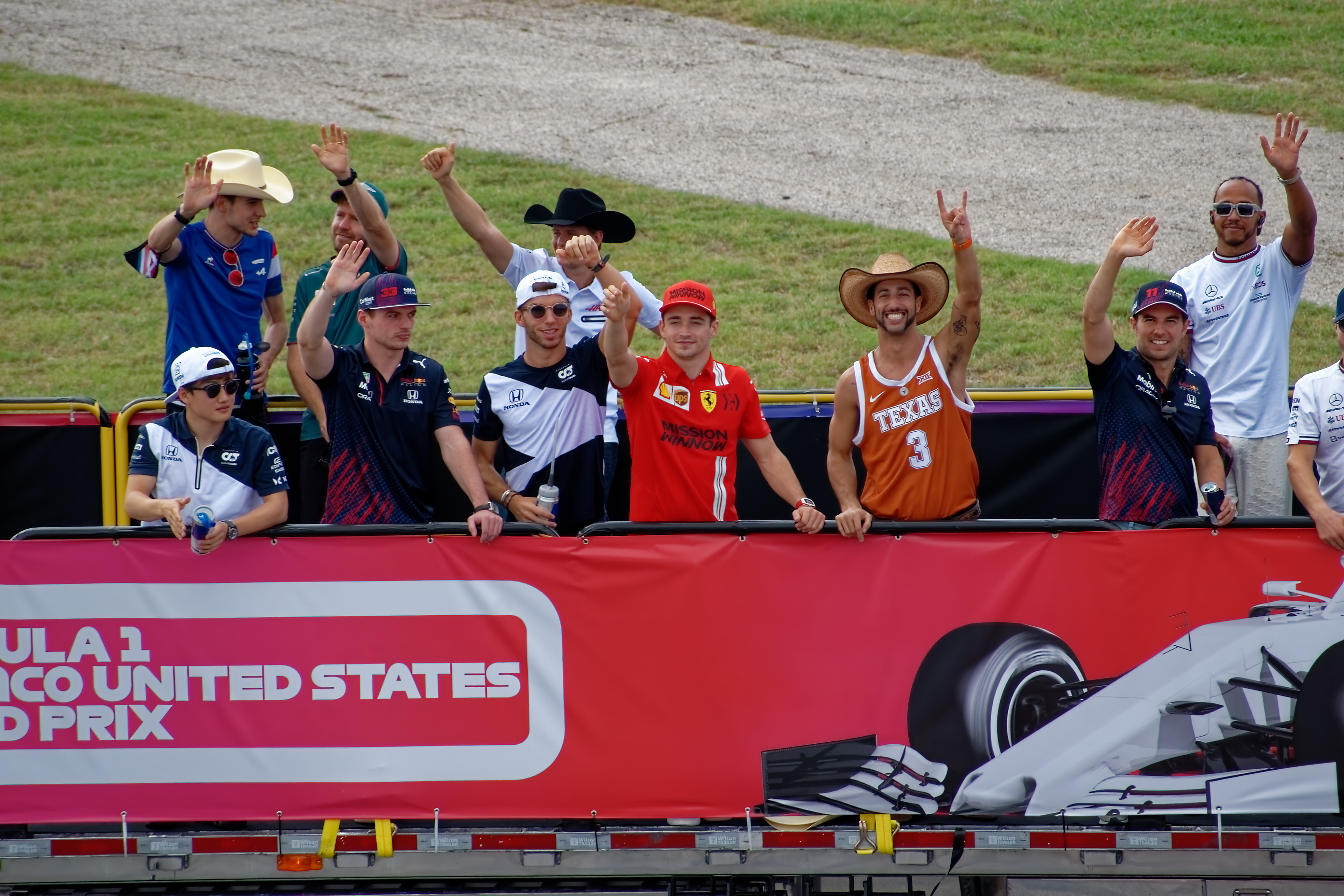
I piloti salutano i tifosi nella parata precedente il Gran Premio

Durante il weekend di gara il pilota australiano della McLaren, Daniel Ricciardo, compie alcuni giri al volante di una vettura NASCAR. Nello specifico Ricciardo guida la Chevrolet Monte Carlo guidata dall'ex pilota americano Dale Earnhardt nel campionato NASCAR 1984, sette volte campione della categoria, deceduto nel 2001 in seguito a un incidente nella Daytona 500, la stessa gara in cui trionfò nell’edizione del 1998. La scuderia di Woking, inoltre, rinnova la partnership con l'azienda americana Dell Technologies, grazie alla firma di un contratto pluriennale.
Acura, marchio americano ad alte prestazioni di Honda, e presenza fissa nei Gran Premi del Canada e degli Stati Uniti negli anni 1980 e 1990, fa il suo ritorno in Formula 1. In occasione della gara, l'AlphaTauri e la Red Bull Racing sfoggiano il marchio grazie alla partnership di successo tra la scuderia di Milton Keynes e la Honda. Acura fece la propria apparizione in un weekend di gara l'ultima volta nel Gran Premio del Canada 2007.
Da questa gara, ritorna sulle vetture della Ferrari il marchio Mission Winnow, che era stato esposto precedentemente in occasione dei Gran Premi di Bahrein, la gara inaugurale della stagione, Emilia-Romagna, Portogallo, Spagna, Monaco, Azerbaigian e Russia, ma oscurato dal Gran Premio di Francia al Gran Premio d'Italia, insieme al precedente Gran Premio di Turchia, poiché recepito dalle legislazioni locali come una forma di pubblicità indiretta al tabacco. La scuderia di Maranello torna a essere iscritta ai Gran Premi come "Scuderia Ferrari Mission Winnow".
Da questa stagione il Gran Premio è sponsorizzato, per la prima volta, da Aramco.
L'ex pilota di Formula 1 Emanuele Pirro è nominato quale commissario aggiunto per la gara. L'italiano ha svolto in passato, in diverse occasioni, tale funzione, l'ultima al Gran Premio di Gran Bretagna. Per questo Gran Premio è la casa automobilistica tedesca Mercedes a fornire la safety car e la medical car.

## Prove

### Resoconto
Valtteri Bottas marca il miglior tempo della prima sessione. Il finlandese chiude con un tempo che però è più alto del miglior tempo dell'analoga sessione dell'ultima edizione disputata, quella del 2019. I problemi dell'asfalto rendono obbligatorio per le vetture un assetto meno aerodinamico, incidendo così sulle prestazioni. Ciò favorisce le Mercedes che non sono studiate per un assetto rake.
Bottas ha preceduto di pochi millesimi il compagno di scuderia, Lewis Hamilton, mentre si è piazzato a nove decimi Max Verstappen, con il terzo tempo. Alle spalle, staccate, si sono classificate le due Ferrari; Charles Leclerc è stato anche autore di un testacoda. La sessione ha visto anche un contatto tra Sergio Pérez e Mick Schumacher, con il tedesco che è finito in testacoda, ed è stata interrotta, nella parte iniziale, con l'esposizione della bandiera rossa, per la necessità di recuperare la monoposto di Fernando Alonso, bloccato da problemi tecnici.
Sono stati dodici i tempi cancellati ai piloti per avere oltrepassato i limiti della pista all'uscita della curva 9, e dodici i tempi cancellati per avere oltrepassato i limiti all'uscita della curva 19, durante la prima sessione di prove libere del venerdì. Nel primo caso si sono visti cancellare il tempo Sergio Pérez (tre volte), Daniel Ricciardo, Esteban Ocon e Lance Stroll (due volte), Kimi Räikkönen, Pierre Gasly e Sebastian Vettel (una volta); nel secondo caso si sono visti cancellare il tempo Nikita Mazepin e Yuki Tsunoda (tre volte), Sergio Pérez (due volte), Carlos Sainz Jr., Lando Norris, Daniel Ricciardo e Max Verstappen (una volta).
Al termine della prima sessione di prove libere del venerdì Sergio Pérez e Mick Schumacher vengono convocati dai commissari sportivi a seguito alla collisione alla curva 12. I commissari non infliggono sanzioni.

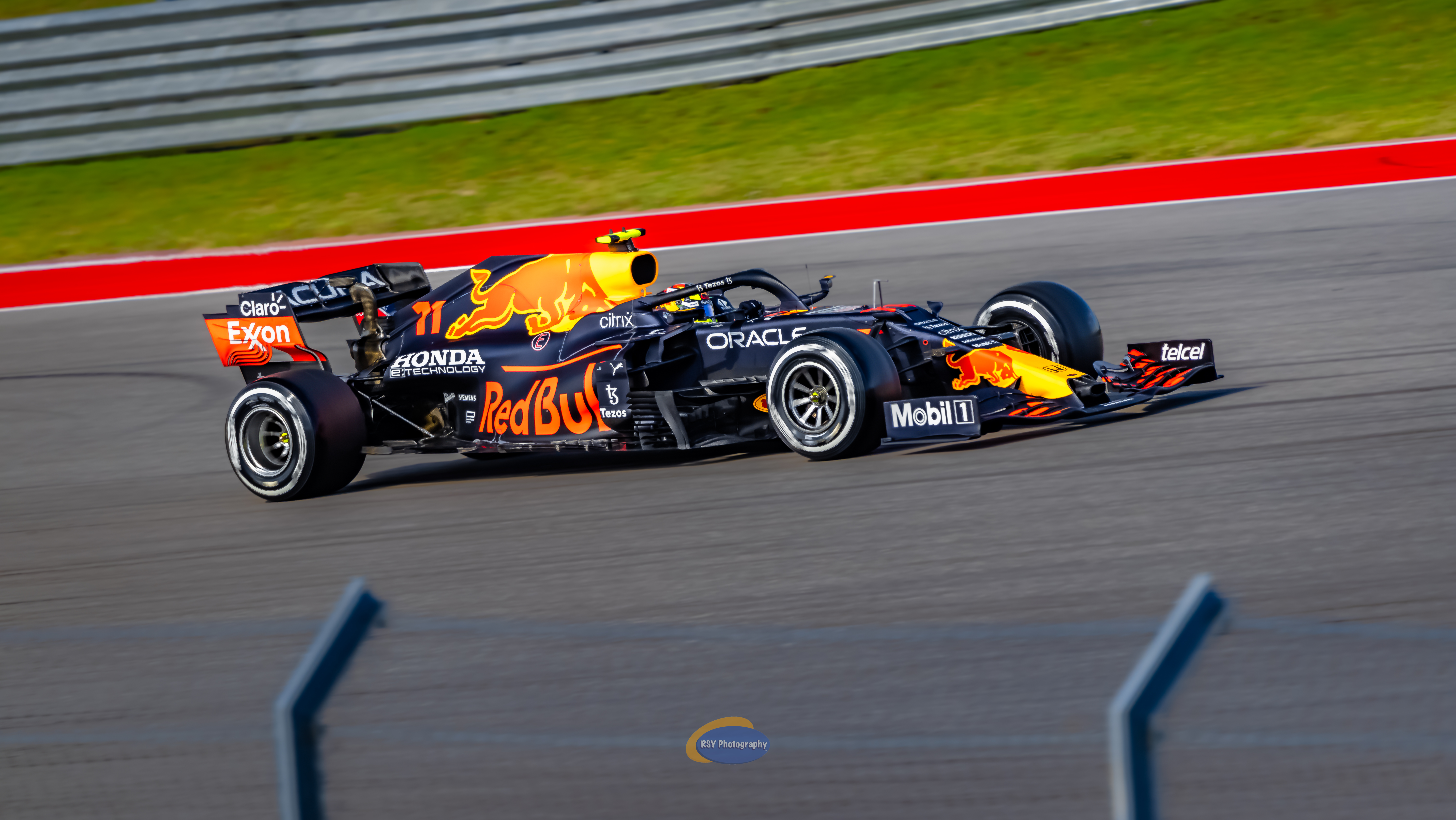
Sergio Pérez e l'autore del miglior tempo nelle prove libere, siglato nella sessione del sabato mattina.

Nella sessione pomeridiana il primo della lista dei tempi è Pérez, che precede ben cinque vetture motorizzate dalla Mercedes. In realtà il tempo migliore era stato fatto segnare da Hamilton, che però si è visto annullare la prestazione, per avere tagliato un tratto del circuito. Il britannico si è classificato con il terzo tempo, alle spalle di Lando Norris. Verstappen è ottavo, avendo commesso un errore nel suo tentativo più veloce.
Le Mercedes hanno dimostrato una certa superiorità non solo nel giro secco, ma anche nella simulazione di gara. Nel corso della sessione si è sfiorato anche il contatto proprio tra Hamilton e Verstappen, i due piloti in lizza per il titolo mondiale. Dopo essersi superati nel giro di lancio, si sono trovati appaiati all'ultima curva, prima di iniziare il loro giro lanciato. Hamilton ha sfilato Verstappen, che ha mostrato le sue rimostranze all'avversario.
Sono stati undici i tempi cancellati ai piloti per avere oltrepassato i limiti della pista all'uscita della curva 9, e quindici i tempi cancellati per avere oltrepassato i limiti all'uscita della curva 19, durante la seconda sessione di prove libere del venerdì. Nel primo caso si sono visti cancellare il tempo Charles Leclerc e Kimi Räikkönen (due volte), Fernando Alonso, Yuki Tsunoda, Sebastian Vettel, Valtteri Bottas, Esteban Ocon, Nikita Mazepin e Sergio Pérez (una volta); nel secondo caso si sono visti cancellare il tempo Nikita Mazepin (quattro volte), Yuki Tsunoda (tre volte), Nicholas Latifi, Mick Schumacher, Sebastian Vettel, Lewis Hamilton, Charles Leclerc, Lance Stroll, Kimi Räikkönen e Pierre Gasly (una volta).
Al termine della seconda sessione di prove libere del venerdì, sulla vettura di Sebastian Vettel viene sostituito il cambio. Il pilota tedesco non è penalizzato sulla griglia di partenza in quanto ha usato la precedente trasmissione per sei Gran Premi consecutivi.
Prima dell'inizio della terza sessione di prove libere del sabato sulla vettura di Fernando Alonso viene installata la quarta unità relativa al motore a combustione interna, al turbocompressore, all'MGU-H e all'MGU-K, la terza unità relativa al sistema del recupero dell'energia e all'unità di controllo elettronico, e la nona unità relativa all'impianto di scarico. Il pilota spagnolo è costretto a partire dal fondo dello schieramento.
Il messicano Pérez si conferma il pilota migliore, anche nella sessione del sabato. Alle sue spalle si è classificato Sainz Jr., che ha fatto meglio dell'altro pilota della Red Bull Racing, Verstappen. Sia l'olandese che Hamilton hanno ottenuto, in realtà, tempi migliori di quelli di Pérez, ma le loro prestazioni sono state invalidate, per avere superato i limiti della pista. Le due Mercedes, quinta e sesta, sono state battute anche da Norris.
La temperatura elevata dell'asfalto, di 36 °C, e il vento, hanno messo in difficoltà i piloti, soprattutto nella gestione dell'usura degli pneumatici, che non sono riusciti ad abbassare i tempi.
Sono stati sette i tempi cancellati ai piloti per avere oltrepassato i limiti della pista all'uscita della curva 9, e sei i tempi cancellati per avere oltrepassato i limiti all'uscita della curva 19, durante la sessione di prove libere del sabato. Nel primo caso si sono visti cancellare il tempo Kimi Räikkönen (due volte), Yuki Tsunoda, Lance Stroll, Pierre Gasly, Nikita Mazepin e Lewis Hamilton (una volta); nel secondo caso si sono visti cancellare il tempo Nikita Mazepin (due volte), Valtteri Bottas, Charles Leclerc, Max Verstappen e Mick Schumacher (una volta).

### Risultati
Nella prima sessione del venerdì si è avuta questa situazione:
| Pos | Nº | Pilota          | Costruttore           | Tempo    | Gap    | Giri |
| --- | -- | --------------- | --------------------- | -------- | ------ | ---- |
| 1   | 77 | Valtteri Bottas | Mercedes              | 1'34"874 |        | 17   |
| 2   | 44 | Lewis Hamilton  | Mercedes              | 1'34"919 | +0"045 | 18   |
| 3   | 33 | Max Verstappen  | Red Bull Racing-Honda | 1'35"806 | +0"932 | 16   |

Nella seconda sessione del venerdì si è avuta questa situazione:
| Pos | Nº | Pilota         | Costruttore           | Tempo    | Gap    | Giri |
| --- | -- | -------------- | --------------------- | -------- | ------ | ---- |
| 1   | 11 | Sergio Pérez   | Red Bull Racing-Honda | 1'34"946 |        | 24   |
| 2   | 4  | Lando Norris   | McLaren-Mercedes      | 1'35"203 | +0"257 | 20   |
| 3   | 44 | Lewis Hamilton | Mercedes              | 1'35"310 | +0"364 | 22   |

Nella sessione del sabato mattina si è avuta questa situazione:
| Pos | Nº | Pilota           | Costruttore           | Tempo    | Gap    | Giri |
| --- | -- | ---------------- | --------------------- | -------- | ------ | ---- |
| 1   | 11 | Sergio Pérez     | Red Bull Racing-Honda | 1'34"701 |        | 13   |
| 2   | 55 | Carlos Sainz Jr. | Ferrari               | 1'34"805 | +0"104 | 16   |
| 3   | 33 | Max Verstappen   | Red Bull Racing-Honda | 1'34"912 | +0"211 | 13   |

## Qualifiche

### Resoconto

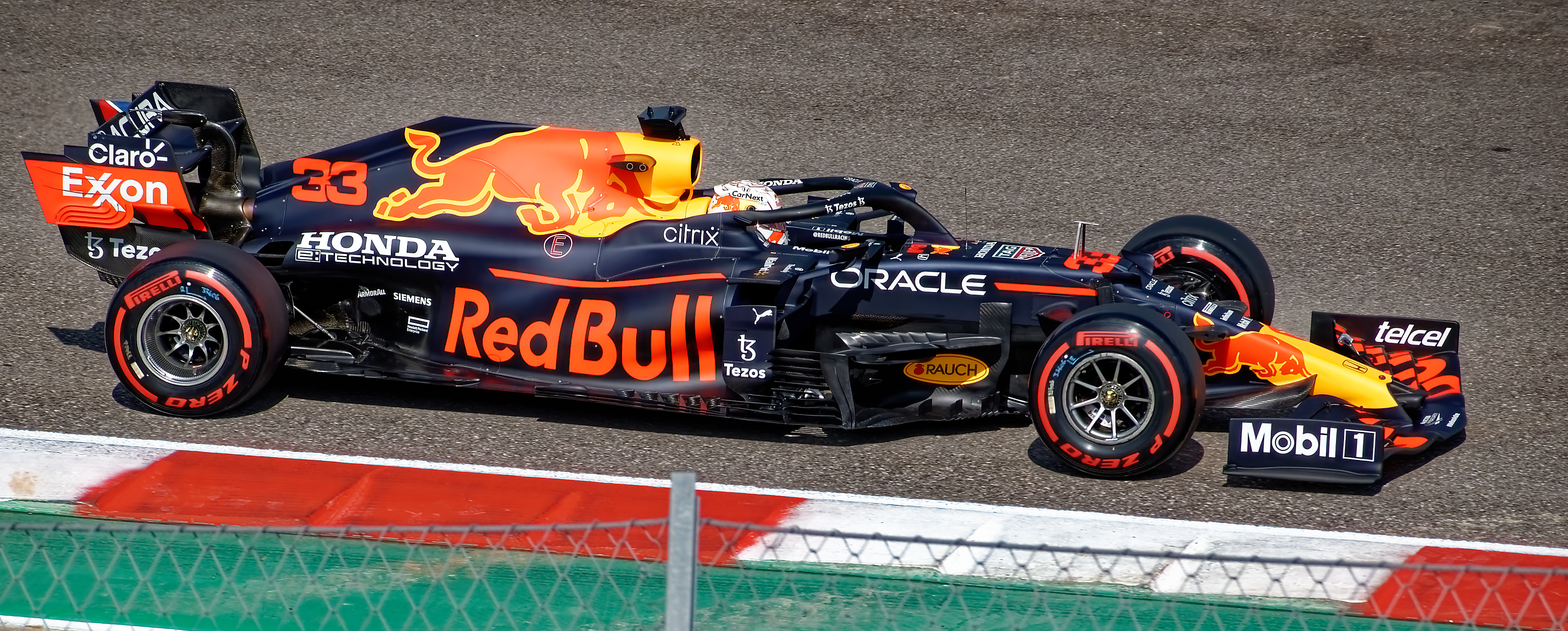
Il poleman Max Verstappen

Dopo i tempi delle due Haas il primo riscontro cronometrico di interesse è l'1'35"893 di Lance Stroll, limite battuto da Charles Leclerc (1'35"281). L'arrivo delle Red Bull Racing ridisegna i tempi; Max Verstappen porta il tempo migliore a 1'34"521. Pérez resta a 54 millesimi di secondo. Le due Mercedes si fermano con Valtteri Bottas a 138 millesimi dal tempo di Verstappen, mentre fa peggio Hamilton, lontano 276 millesimi dal tempo dell'olandese. Daniel Ricciardo è capace di migliorare il tempo di Verstappen, chiudendo il giro in 1'34"407, mentre Lando Norris, con l'altra McLaren scala terzo, facendo meglio di Sainz Jr., quarto. I primi quattro della graduatoria si trovano nel fazzoletto di 54 millesimi.
Verstappen si ripiazza ancora in vetta, con 1'34"352, mentre Pierre Gasly e Charles Leclerc salgono all'ottavo e nono posto, subito alle spalle delle due Mercedes. Anche Pérez si migliora di nuovo, risalendo al secondo posto. I due piloti dell'Alpine sono in zona di taglio, con Esteban Ocon solo quindicesimo, giusto davanti a Fernando Alonso. Chi si trova in situazione ancora peggiore sono Kimi Räikkönen e Nikita Mazepin che non hanno nemmeno fatto segnare un tempo valido. Antonio Giovinazzi è autore di un testacoda, prima che Leclerc abbassi il limite in 1'34"153. Alonso è quattordicesimo, eliminando così Stroll. Oltre al canadese dell'Aston Martin, non passano in turno il suo connazionale Latifi, poi Räikkönen, Schumacher e Mazepin.
All'inizio della Q2 le Red Bull, le McLaren e le Mercedes optano, come mescola degli pneumatici, per le gomme medie, così come Leclerc, Gasly e Ocon. Bottas marca 1'33"959, tempo migliorato da Hamilton, in 1'33"797. Verstappen si prende la miglior prestazione, con 1'33"464; Pérez si piazza a sei decimi dal suo compagno di team, ma il suo tempo è annullato, per avere superato i limiti della pista. Norris sale al terzo posto, con 1'33"880, davanti Leclerc: entrambi sono capaci di battere il tempo di Bottas.
Subito alle spalle del pilota della Mercedes si piazza Gasly. Pérez rientra in pista con gli pneumatici medi, come Ricciardo, che ha visto anche lui il suo primo tempo annullato per avere superato i limiti della pista. Il messicano è settimo, mentre l'australiano si ferma al nono posto. Ocon conserva la decima posizione, prima dell'arrivo di Yuki Tsunoda. Assieme al francese non entrano nella fase finale Vettel, Giovinazzi, Alonso e Russell, che chiude la sessione senza tempi.
Già all'inizio della Q3 le due Mercedes di Hamilton e Bottas si pongono sulla corsia di uscita, pronti a tentare il tempo. All'inverso i piloti della Red Bull sono gli ultimi ad affrontare il tracciato. Hamilton ferma i cronometri sull'1'33"564; meglio fa Bottas (1'33"475). Norris chiude in 1'34"015, penalizzato da un errore nel primo settore. Verstappen coglie la pole position provvisoria con 1'33"199; anche in questo caso è il compagno di team a fare meglio: Pérez coglie 1'33"180.
Il possibile arrivo della pioggia spinge i piloti a tentare immediatamente il secondo giro rapido. Hamilton batte Pérez (1’33"119). Fa anche meglio Verstappen, che strappa la prima posizione, con 1'32"910. Pérez è terzo, mentre Bottas è quarto. Per il pilota della Red Bull è la dodicesima partenza al palo in carriera. Verstappen si aggiudica, per la prima volta, il Trofeo Pole FIA. La Red Bull diviene il terzo team, dopo la Mercedes e la Ferrari, a conquistare il premio.
Sono stati due i tempi cancellati ai piloti per avere oltrepassato i limiti della pista all'uscita della curva 9, e quattro i tempi cancellati per avere oltrepassato i limiti all'uscita della curva 19, durante le qualifiche. Nel primo caso si sono visti cancellare il tempo Daniel Ricciardo e George Russell; nel secondo caso si sono visti cancellare il tempo Nikita Mazepin, Lance Stroll, Kimi Räikkönen, e Sergio Pérez.

### Risultati
Nella sessione di qualifica si è avuta questa situazione:
| Pos                         | Nº | Pilota             | Costruttore               | Q1       | Q2          | Q3       | Griglia |
| --------------------------- | -- | ------------------ | ------------------------- | -------- | ----------- | -------- | ------- |
| 1                           | 33 | Max Verstappen     | Red Bull Racing-Honda     | 1'34"352 | 1'33"464    | 1'32"910 | 1       |
| 2                           | 44 | Lewis Hamilton     | Mercedes                  | 1'34"579 | 1'33"797    | 1'33"119 | 2       |
| 3                           | 11 | Sergio Pérez       | Red Bull Racing-Honda     | 1'34"369 | 1'34"178    | 1'33"134 | 3       |
| 4                           | 77 | Valtteri Bottas    | Mercedes                  | 1'34"590 | 1'33"959    | 1'33"475 | 9       |
| 5                           | 16 | Charles Leclerc    | Ferrari                   | 1'34"153 | 1'33"928    | 1'33"606 | 4       |
| 6                           | 55 | Carlos Sainz Jr.   | Ferrari                   | 1'34"558 | 1'34"126    | 1'33"792 | 5       |
| 7                           | 3  | Daniel Ricciardo   | McLaren-Mercedes          | 1'34"407 | 1'34"643    | 1'33"808 | 6       |
| 8                           | 4  | Lando Norris       | McLaren-Mercedes          | 1'34"551 | 1'33"880    | 1'33"887 | 7       |
| 9                           | 10 | Pierre Gasly       | AlphaTauri-Honda          | 1'34"567 | 1'34"583    | 1'34"118 | 8       |
| 10                          | 22 | Yuki Tsunoda       | AlphaTauri-Honda          | 1'35"360 | 1'35"137    | 1'34"918 | 10      |
| 11                          | 31 | Esteban Ocon       | Alpine-Renault            | 1'35"747 | 1'35"377    | N.D.     | 11      |
| 12                          | 5  | Sebastian Vettel   | Aston Martin-Mercedes     | 1'35"281 | 1'35"500    | N.D.     | 18      |
| 13                          | 99 | Antonio Giovinazzi | Alfa Romeo Racing-Ferrari | 1'35"920 | 1'35"794    | N.D.     | 12      |
| 14                          | 14 | Fernando Alonso    | Alpine-Renault            | 1'35"756 | 1'44"549    | N.D.     | 19      |
| 15                          | 63 | George Russell     | Williams-Mercedes         | 1'35"746 | senza tempo | N.D.     | 20      |
| 16                          | 18 | Lance Stroll       | Aston Martin-Mercedes     | 1'35"983 | N.D.        | N.D.     | 13      |
| 17                          | 6  | Nicholas Latifi    | Williams-Mercedes         | 1'35"995 | N.D.        | N.D.     | 14      |
| 18                          | 7  | Kimi Räikkönen     | Alfa Romeo Racing-Ferrari | 1'36"311 | N.D.        | N.D.     | 15      |
| 19                          | 47 | Mick Schumacher    | Haas-Ferrari              | 1'36"499 | N.D.        | N.D.     | 16      |
| 20                          | 9  | Nikita Mazepin     | Haas-Ferrari              | 1'36"796 | N.D.        | N.D.     | 17      |
| Tempo limite 107%: 1'40"743 |    |                    |                           |          |             |          |         |

In grassetto sono indicate le migliori prestazioni in Q1, Q2 e Q3.

## Gara

### Resoconto

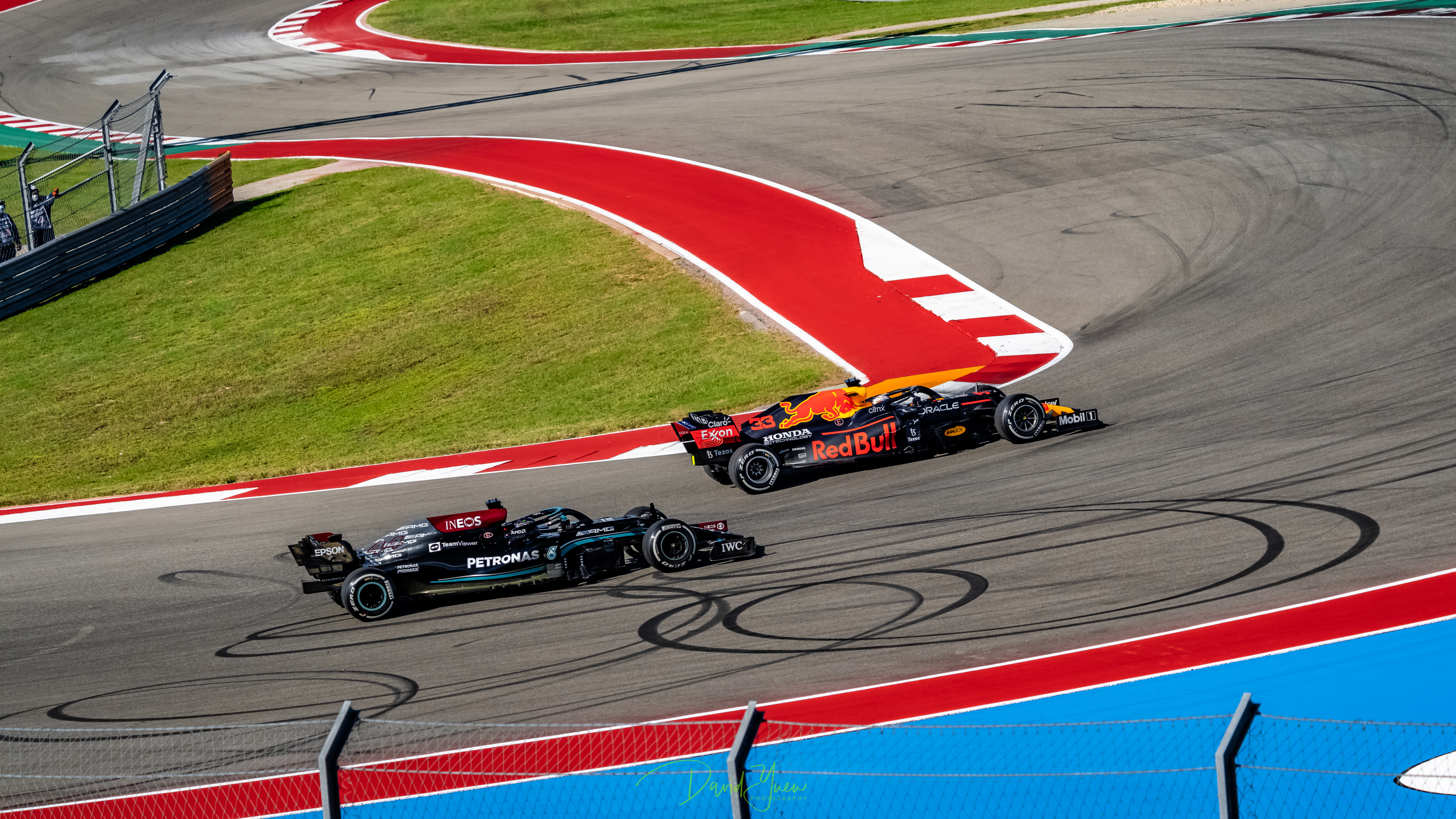
Un momento del duello tra il vincitore Verstappen e il secondo classificato Lewis Hamilton

Lewis Hamilton riesce, al via, a prendere la prima posizione, passando Max Verstappen alla prima curva. Alle loro spalle ci sono Sergio Pérez e Charles Leclerc. Più dietro c'è un bel duello che coinvolge le due McLaren con Carlos Sainz Jr.: Daniel Ricciardo passa lo spagnolo, ponendosi quinto.
Verstappen sembra potere limitare il distacco da Hamilton, ma un crollo della prestazione degli pneumatici a mescola media lo costringe ad anticipare la sosta per il cambio gomme, già al decimo giro. L'olandese sceglie di proseguire la gara, utilizzando le coperture di mescola dura. Il pilota della Red Bull Racing rientra in pista alle spalle di Ricciardo, che però viene immediatamente sorpassato. Il giro successivo si fermano anche Norris, Gasly, Ricciardo e Sainz Jr.. Tutti optano per le gomme hard, come fatto da Verstappen. Chi fa una scelta diversa è Pérez, che sceglie le gomme medie, quando si ferma al dodicesimo passaggio. Nello stesso giro si ferma anche Leclerc.
La gara vede al comando Hamilton, che precede Verstappen, Pérez, Leclerc, Bottas e Ricciardo. Il britannico della Mercedes attende il tredicesimo giro per passare alle coperture a mescola dura. Questo ritardo costa a Hamilton la prima posizione: al rientro in gara è staccato di oltre sei secondi da Verstappen. L'altro pilota della Mercedes, Bottas, effettua la sosta al quindicesimo giro, e scende fino all'undicesima posizione.
Verso il venticinquesimo giro Hamilton riesce a ridurre il margine di svantaggio su Verstappen a tre secondi; ciò porta l'olandese a fermarsi di nuovo, al ventiseiesimo giro, per montare nuovamente gomme dure. Quattro giri dopo si fermano anche Pérez, le due McLaren e Sainz Jr.. Il pit stop lento del ferrarista lo allontana dalla possibilità di superare Ricciardo.
Al trentaduesimo giro c'è la seconda sosta anche per l'altro pilota della Ferrari, Leclerc. In questo caso la prontezza dei meccanici permette di effettuare il cambio gomme rapidamente, consentendo così al monegasco di rientrare in gara quarto, davanti, per poco, a Bottas, che non riesce a prendersi la posizione. Il finlandese si fermerà al trentaquattresimo giro, tre giri prima del compagno di scuderia Hamilton, che così rinuncia a chiudere la gara con una sola sosta.
La gara è nuovamente comandata da Verstappen, davanti a Hamilton, Pèrez, Leclerc, Ricciardo, Sainz Jr. e Bottas. Al quarantatreesimo passaggio Sainz Jr attacca Ricciardo, ma non riesce a prevalere sull'australiano, per il quinto posto. Lo spagnolo dovrà cedere la posizione anche a Bottas, a due giri dal termine. Negli ultimi giri, intanto, Hamilton lima il distacco da Verstappen, senza però riuscire a impensierirlo, nemmeno nell'ultimo passaggio.
Verstappen si aggiudica un Gran Premio valido per il mondiale per la diciottesima volta. Grazie al terzo posto di Pérez, la Red Bull Racing coglie il duecentesimo podio iridato.
Sono stati due i tempi cancellati ai piloti per avere oltrepassato i limiti della pista all'uscita della curva 1, dieci i tempi cancellati per avere oltrepassato i limiti all'uscita della curva 9, e dieci i tempi cancellati per avere oltrepassato i limiti all'uscita della curva 19 durante la gara. Nel primo caso si sono visti cancellare il tempo Kimi Räikkönen e Esteban Ocon; nel secondo caso si sono visti cancellare il tempo Lance Stroll (tre volte), Yuki Tsunoda, Pierre Gasly, Kimi Räikkönen, Antonio Giovinazzi, Nikita Mazepin, George Russell e Nicholas Latifi (una volta); nel terzo caso si sono visti cancellare il tempo Nikita Mazepin, Kimi Räikkönen e Sebastian Vettel (due volte), Max Verstappen, Sergio Pérez, George Russell e Mick Schumacher (una volta).

### Risultati
I risultati del Gran Premio sono i seguenti:
| Pos | Nº | Pilota             | Costruttore               | Giri | Tempo/Ritiro        | Griglia | Punti |
| --- | -- | ------------------ | ------------------------- | ---- | ------------------- | ------- | ----- |
| 1   | 33 | Max Verstappen     | Red Bull Racing-Honda     | 56   | 1h34'36"552         | 1       | 25    |
| 2   | 44 | Lewis Hamilton     | Mercedes                  | 56   | +1"333              | 2       | 19    |
| 3   | 11 | Sergio Pérez       | Red Bull Racing-Honda     | 56   | +42"223             | 3       | 15    |
| 4   | 16 | Charles Leclerc    | Ferrari                   | 56   | +52"246             | 4       | 12    |
| 5   | 3  | Daniel Ricciardo   | McLaren-Mercedes          | 56   | +1'16"854           | 6       | 10    |
| 6   | 77 | Valtteri Bottas    | Mercedes                  | 56   | +1'20"128           | 9       | 8     |
| 7   | 55 | Carlos Sainz Jr.   | Ferrari                   | 56   | +1'23"545           | 5       | 6     |
| 8   | 4  | Lando Norris       | McLaren-Mercedes          | 56   | +1'24"395           | 7       | 4     |
| 9   | 22 | Yuki Tsunoda       | AlphaTauri-Honda          | 55   | +1 giro             | 10      | 2     |
| 10  | 5  | Sebastian Vettel   | Aston Martin-Mercedes     | 55   | +1 giro             | 18      | 1     |
| 11  | 99 | Antonio Giovinazzi | Alfa Romeo Racing-Ferrari | 55   | +1 giro             | 12      |       |
| 12  | 18 | Lance Stroll       | Aston Martin-Mercedes     | 55   | +1 giro             | 13      |       |
| 13  | 7  | Kimi Räikkönen     | Alfa Romeo Racing-Ferrari | 55   | +1 giro             | 15      |       |
| 14  | 63 | George Russell     | Williams-Mercedes         | 55   | +1 giro             | 20      |       |
| 15  | 6  | Nicholas Latifi    | Williams-Mercedes         | 55   | +1 giro             | 14      |       |
| 16  | 47 | Mick Schumacher    | Haas-Ferrari              | 54   | +2 giri             | 16      |       |
| 17  | 9  | Nikita Mazepin     | Haas-Ferrari              | 54   | +2 giri             | 17      |       |
| Rit | 14 | Fernando Alonso    | Alpine-Renault            | 49   | Alettone posteriore | 19      |       |
| Rit | 31 | Esteban Ocon       | Alpine-Renault            | 40   | Problemi meccanici  | 11      |       |
| Rit | 10 | Pierre Gasly       | AlphaTauri-Honda          | 14   | Sospensione         | 8       |       |

Lewis Hamilton riceve un punto addizionale per avere segnato il giro più veloce della gara.

## Classifiche mondiali

### Piloti
| Pos | Pilota             | Punti |
| --- | ------------------ | ----- |
| 1   | Max Verstappen     | 287,5 |
| 2   | Lewis Hamilton     | 275,5 |
| 3   | Valtteri Bottas    | 185   |
| 4   | Sergio Pérez       | 150   |
| 5   | Lando Norris       | 149   |
| 6   | Charles Leclerc    | 128   |
| 7   | Carlos Sainz Jr.   | 122,5 |
| 8   | Daniel Ricciardo   | 105   |
| 9   | Pierre Gasly       | 74    |
| 10  | Fernando Alonso    | 58    |
| 11  | Esteban Ocon       | 46    |
| 12  | Sebastian Vettel   | 36    |
| 13  | Lance Stroll       | 26    |
| 14  | Yuki Tsunoda       | 20    |
| 15  | George Russell     | 16    |
| 16  | Nicholas Latifi    | 7     |
| 17  | Kimi Räikkönen     | 6     |
| 18  | Antonio Giovinazzi | 1     |

### Costruttori
| Pos | Costruttore               | Punti |
| --- | ------------------------- | ----- |
| 1   | Mercedes                  | 460,5 |
| 2   | Red Bull Racing-Honda     | 437,5 |
| 3   | McLaren-Mercedes          | 254   |
| 4   | Ferrari                   | 250,5 |
| 5   | Alpine-Renault            | 104   |
| 6   | AlphaTauri-Honda          | 94    |
| 7   | Aston Martin-Mercedes     | 62    |
| 8   | Williams-Mercedes         | 23    |
| 9   | Alfa Romeo Racing-Ferrari | 7     |